# Bernard Cadenat
Bernard Cadenat, né le 2 janvier 1853 à Pexiora (Aude) et mort le 1er août 1930 à Marseille, est un homme politique français qui a été maire de Marseille et député des Bouches-du-Rhône.

## Biographie

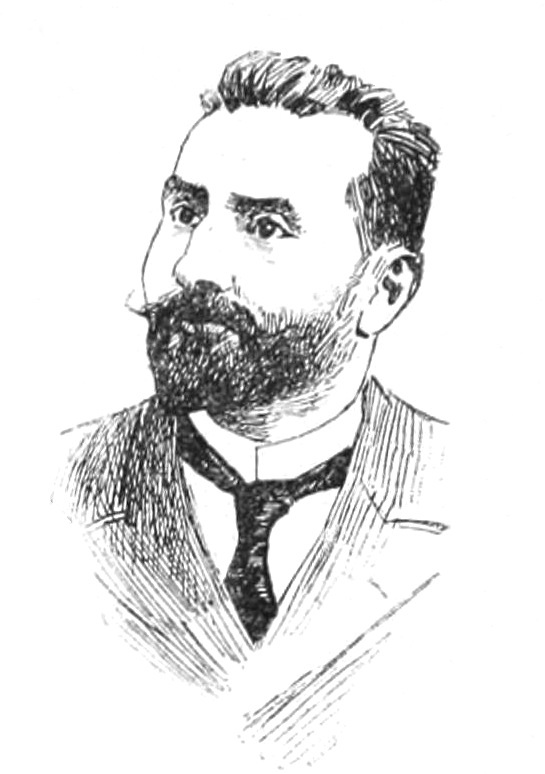
Bernard Cadenat portraituré dans Le Monde moderne, décembre 1898.

Né à Pexiora (Aude) le 2 janvier 1853, Bernard Cadenat est d'origine modeste : son père est colporteur et sa mère ménagère. Très jeune, il arrive à Marseille où il s'établit cordonnier dans le quartier de la Belle-de-Mai. Il fonde et préside le Syndicat des Cordonniers de Marseille, premier syndicat de ce métier.
Il milite dans les milieux politiques de gauche et adhère, jeune, au Parti ouvrier français de Jules Guesde. Il rompt avec ce parti en 1899. Rallié à Jaurès il participe, à la création de la Section française de l'Internationale ouvrière (SFIO). 
Dès 1886, âgé de 33 ans, Bernard Cadenat est élu conseiller municipal de Marseille. En 1892 il est élu adjoint au maire. Il se présente aux élections législatives du 20 août 1893 dans la 2e circonscription de Marseille, mais est battu par de député sortant Bouge, avocat. Aux élections du 22 mai 1898, il est élu face à Bouge. À la Chambre des députés, et s'inscrit au groupe socialiste. Il est réélu dès le 1er tour le 27 avril 1902, le 6 mai 1906, et en 1910 ; le 10 mai 1914, il est encore réélu mais au 2e tour.
En 1910, Bernard Cadenat est élu maire de Marseille (par 19 voix contre 17 à M.Roger) en remplacement de Emmanuel Allard, imprimeur-lithographe, élu maire en 1908 et décédé en cours de mandat. Maire, Cadenat fait montre d'autorité et de simplicité, ne recherchant aucun honneur, n'éludant aucune responsabilité, forçant l'admiration de ses adversaires par son dévouement et la probité dont il a toujours fait preuve. Il reste maire de Marseille jusqu'en 1912.
En 1919, les élections législatives ont lieu le 16 novembre au scrutin de liste. La liste du Parti républicain-socialiste menée par Fernand Bouisson remporte 4 des 6 siéges à pourvoir ; Bernard Cadenat, placé en 5e position, n'est pas élu. Le 11 mai 1924, il est élu sur la liste Cartel des gauches. Le 22 avril 1928, retour du scrutin d'arrondissement : Bernard Cadenat est réélu député socialiste dans la 2e circonscription de Marseille.
Il décède à Marseille le 1er août 1930, affaibli par la maladie, à l'âge de 77 ans. À la Chambre des députés, au cours de la séance du 4 novembre 1930, le président Fernand Bouisson, hiérarque parlementaire socialiste des Bouches-du-Rhône, rend un hommage sincère et émouvant à Bernard Cadenat.
Son nom a été donné à la place centrale du quartier de la Belle-de-mai, à Marseille.

## Sources
- « Bernard Cadenat », dans le Dictionnaire des parlementaires français (1889-1940), sous la direction de Jean Jolly, PUF, 1960 [détail de l’édition]